# Condado de Clayton (Iowa)

Inscreva.

O Condado de Clayton é um dos 99 condados do estado norte-americano do Iowa. A sede de condado é Elkader, que é também a sua maior cidade. O condado tem uma área de 2 053 km² (dos quais 36 km² estão cobertos por água), uma população de 18 129 habitantes, e uma densidade populacional de 9,0 hab/km² (segundo o censo nacional de 2010). O condado foi fundado em 1837 e o seu nome é uma homenagem a John Middleton Clayton, senador pelo Delaware e posteriormente secretário de Estado dos Estados Unidos na administração do presidente Zachary Taylor.

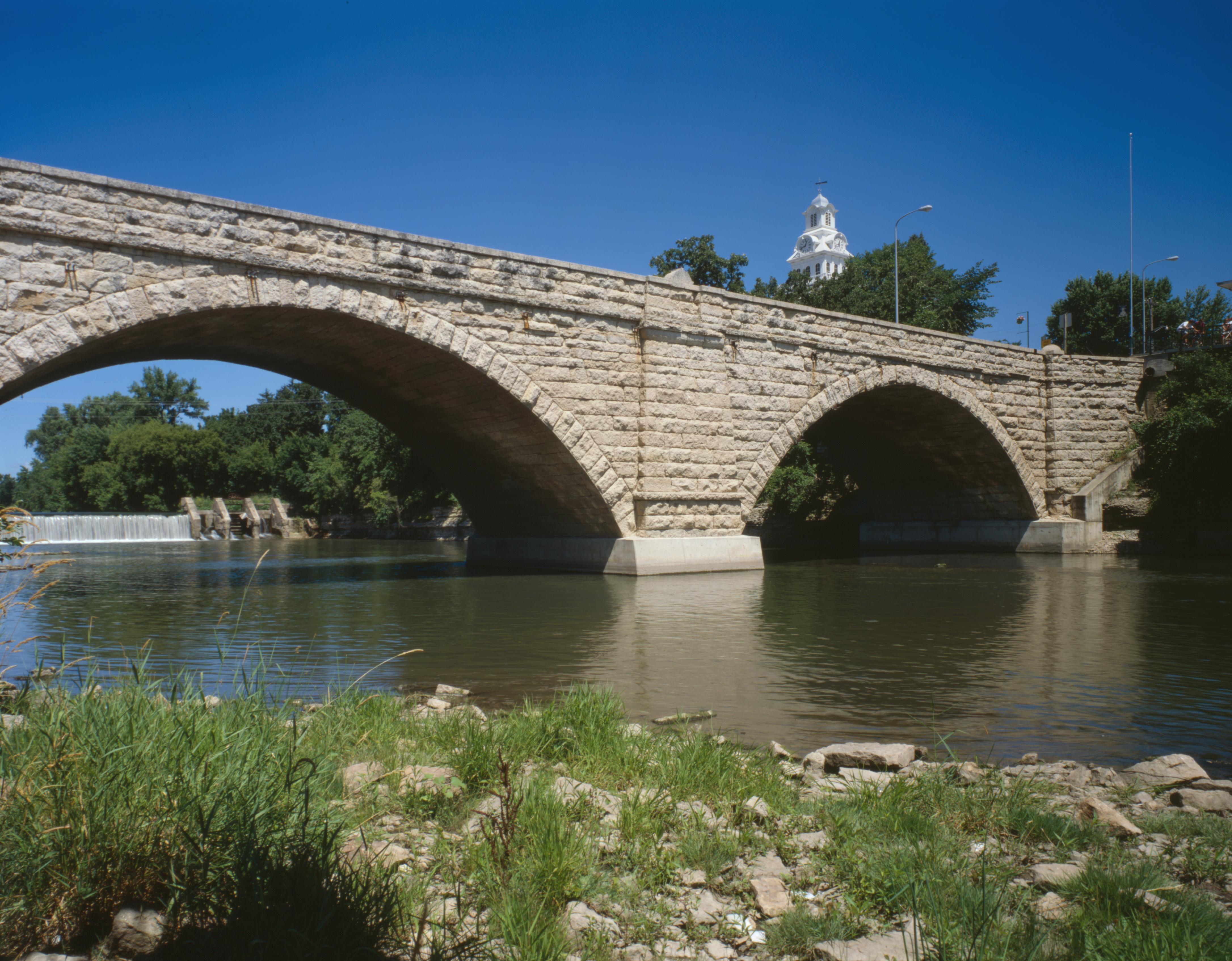
A Elkader Keystone Bridge em Elkader, sede do condado de Clayton, Iowa